# Adrian Carambula
Adrian Carambula (16 de março de 1988) é um jogador de vôlei de praia uruguaio naturalizado italiano.

## Carreira
Adrian Carambula representou, ao lado de Alex Ranghieri, seu país nos Jogos Olímpicos de Verão. Nos Jogos Olímpicos de Verão de 2016, terminando nas oitavas-de-finais.

## Premiações individuais
- Melhor Novato do Ano do Circuito Mundial de Vôlei de Praia de 2015